# Friedrich Karl zu Hohenlohe-Kirchberg
Friedrich Karl Ludwig zu Hohenlohe-Kirchberg (* 19. November 1751 in Kirchberg; † 12. September 1791 in Weikersheim) war ein württembergischer Offizier, Maler und Elfenbeinschnitzer.

## Leben
Friedrich Karl war der Sohn von Karl August zu Hohenlohe-Kirchberg (1707–1767) und dessen Ehefrau Gräfin Caroline Sophie zu Hohenlohe-Neuenstein-Oehringen (1715–1740). Sie war eine Schwester von Fürst Ludwig Friedrich Karl zu Hohenlohe-Neuenstein-Oehringen.
Der Prinz war ein Kunstliebhaber, dem man auch unter den Künstlern seiner Zeit keine unbedeutende Stelle einräumt. Der am Hof seines Vaters angestellte Maler Johann Valentin Tischbein soll sein erster Lehrer gewesen sein. Dann erteilte ihm Adam Friedrich Oeser in Leipzig Unterricht. Auf solche Weise und durch sein eigenes Studium brachte er es in der Miniaturmalerei zu einem beachtlichen Können, und besonders gelungen erscheinen seine Charakterzeichnungen. Auch seine Elfenbeinschnitzereien wurden von Kunstkennern geschätzt.

### Ehe und Nachkommen
Am 10. August 1778 heiratete er Friederike Caroline Gräfin zu Löwenstein-Wertheim-Virneburg (1757–1839), eine Schwester des Fürsten Friedrich Karl zu Löwenstein-Wertheim-Freudenberg (1743–1825). Die Ehe wurde 1785 geschieden, ihr entstammte der Fürst und Standesherr Karl Friedrich Ludwig zu Hohenlohe-Kirchberg (1780–1861).
Am 19. Dezember 1787 heiratete er die ebenfalls Kunst schaffende Christiane Louise, Gräfin zu Solms-Laubach (1754–1815), Tochter des Grafen Christian August zu Solms-Laubach. Aus der Ehe gingen die Kinder hervor:
- Heinrich (1788–1859, württembergischer Generalleutnant und Adjutant des Königs, Diplomat, außerordentlicher Gesandter und bevollmächtigter Minister am Russischen Hof in St. Petersburg,[6] ⚭ I. (morganatisch) 1833 Ekaterina Ivanovna Gräfin Golubzova/Golubtzoff (1801–1840)[7] Sie war die Tochter des Geheimen Rats Iwan von Golubtzoff zu St. Petersburg. Die Ehe blieb kinderlos.[8]) ⚭ II. (morganatisch) 1856 Anna Therese geb. von Landzert (1823–1871), Tochter des russischen Oberstleutnants von Landzert.[9] Vom König von Württemberg wurde ihr und ihren Nachkommen der gräfliche Titel „von Lobenhausen“ verliehen.[10] Auch diese Ehe blieb kinderlos.[11]
- Sophie Amalie Carolina Franziska (1790–1868, ⚭ Georg Emanuel Grafen von Rohde (1780–1846),[12] aus einem altadligen Geschlecht, ursprünglich bei Hannover angesessen[13]).

## Belege und Anmerkungen
1. ↑  Johann Justus Herwig: Entwurf einer genealogischen Geschichte des hohen Hausses Hohenlohe, Schillingsfürst 1796, S. 193.
2. ↑  Joseph Konrad Albrecht: Münzgeschichte des Hauses Hohenlohe, vom dreizehenten bis zum neunzehenten Jahrhundert, 1846, S. 52.
3. ↑  Carl Ludwig Junker: Prinz Friedrich Karl Ludwig, von Hohenlohe-Kirchberg, In: Museum für Künstler und Kunstliebhaber, hrsg. von J. G. Meusel, 3. St., Mannheim 1791, S. 203–229.
4. ↑  Georg Kaspar Nagler: Neues allgemeines Künstlerlexicon oder Nachrichten von dem Leben, 1838, S. 239.
5. ↑  Gothaisches genealogisches Taschenbuch, Gotha 1846, S. 130.
6. ↑  Historisches und genealogisches Adelsbuch des Königreichs Württemberg, Band 1, Stuttgart 1839, S. 25.
7. ↑  Der Titel Gräfin Golubtsova wurde Ekaterina (Katharina) Iwanowna von Kaiser Nikolai Pawlowitsch vor ihrer Heirat mit Prinz Hohenlohe, einem Verwandten Ihrer kaiserlichen Hoheit, Großfürstin Elena Pawlowna, und des Württemberger Königshauses, verliehen. Vgl. V. V. Rummel. V. V. Golubtsov: Genealogische Sammlung russischer Adelsfamilien. In zwei Bänden. 1886. Veröffentlicht von A. S. Suvorin. Band I, S. 205–219. Vgl. auch J. Siebmacher's grosses und allgemeines Wappenbuch, Band 1, Ausgabe 3, Nürnberg 1887, S. 104: Der König von Württemberg verlieh ihr den Titel „1883“ [=1833] Gräfin Golubtzoff.
8. ↑  Maximilian Gritzner: Standes-Erhebungen und Gnaden-Acte deutscher Landesfürsten, 1881, S. 838.
9. ↑  Gothaischer genealogischer Hofkalender, Band 96, 1859, S. 134.
10. ↑  Gothaisches genealogisches Taschenbuch der gräflichen Häuser, Gotha 1858, S. 453. Gothaisches genealogisches Taschenbuch, 1858, S. 135.
11. ↑  Stammbuch des blühenden und abgestorbenen Adels in Deutschland, 1860, S. 370.
12. ↑  Gothaisches genealogisches Taschenbuch der deutschen gräflichen Häuser, Band 13, Gotha 1840, S. 406.
13. ↑  J. Siebmacher's großes und allgemeines Wappenbuch: in einer neuen, vollständig geordneten und reich vermehrte Auflage mit heraldischen und historisch-genealogischen Erläuterungen (Band 2,6): Der Adel in Baden: nebst Anhang, die Standes-Erhebungen des fürstlichen Hauses Fürstenberg enthaltend. Nürnberg 1878, S. 139.

| Personendaten    | Personendaten                                       |
| ---------------- | --------------------------------------------------- |
| NAME             | Hohenlohe-Kirchberg, Friedrich Karl zu              |
| ALTERNATIVNAMEN  | Hohenlohe-Kirchberg, Friedrich Karl Ludwig Prinz zu |
| KURZBESCHREIBUNG | Offizier und Maler                                  |
| GEBURTSDATUM     | 19. November 1751                                   |
| GEBURTSORT       | Kirchberg an der Jagst                              |
| STERBEDATUM      | 12. September 1791                                  |
| STERBEORT        | Weikersheim                                         |